# Amangeldy Hydyr
Amangeldy Hydyr (Arapjik, Provincia de Balkan, Turkmenistán; 1951) es un pintor turcomano. Su obra se destaca por su enfoque en la naturaleza e historia antigua de Turkmenistán. Árboles, arbustos, animales, aves y la cantería son temas recurrentes de su obra. Estas han sido descritas por tener un "estilo, delicadez del espectro de color y una individualidad peculiar en la percepción del mundo externo."  Hydyr ha sido miembro del Sindicato de Pintores de Turkmenistán desde 1988, y seguido lleva a cabo sus muestras en exposiciones internacionales. Su obra ha sido apreciada especialmente en Moscú, donde ha llevado varias exhibiciones que incluyen Mi Turkmenistán (1997) y En el desierto de Karakym (1998). En 2006 presentó alrededor de cien pinturas en el Salón de Exhibiciones del Ministerio de Cultura en Asjabad. El Museo de Bellas Artes de Turkmenistán y otros museos de Balkanabat han adquirido sus obras.